# Шестнадесети артилерийски полк
Шестнадесети артилерийски полк е български артилерийски полк, взел участие в Първата (1915 – 1918) и Втората световна война (1941 – 1945).

## История
Полкът е формиран на 11 септември 1915 г. в Сливен от състава на 6-и артилерийски полк и мобилизирани чинове. Състои се от щаб, 3-то и 4-то артилерийско отделение
и нестроеви взвод. Взема участие в Първата световна война. На 22 юли 1919 е разформирован, като състава му се предава обратно към 6-и артилерийски полк.
При намесата на България във войната полкът разполага със следния числен състав, добитък, обоз и въоръжение:
| Числен състав                                       | Добитък    | Обоз                                     | Въоръжение                                     |
| --------------------------------------------------- | ---------- | ---------------------------------------- | ---------------------------------------------- |
| Офицери: 26 Чиновници: 2 Подофицери и войници: 1268 | Коне: 1029 | Обикновени: 121 Товарни: 15 Специални: 2 | Оръдия: 24 (полски с. с.) Пушки и карабини: 48 |

По време на Втората световна война (1941 – 1945) съгласно служебно писмо №IV-С-104 от 22 февруари 1943 г. от Щаба на войската е формиран на 20 март същата година. Полкът е съставен от 1-ва сярска, 2-ра драмска, 3-та кавалска, 4-та ксантийска, 5-а гюмюрджинска и 6-а дедеагачка батарея. Получава наименованието Шестнадесети дивизионен артилерийски полк и се установява на гарнизон в Гюмюрджина, а на 23 ноември 1943 г. се премества на гарнизон в Сяр. Взема участие във втората фаза на заключителния етап на войната в състава на 16-а пехотна дивизия. На 31 юли 1945 г. в Момчилград е разформирован.

## Наименования
През годините полкът носи различни имена според претърпените реорганизации:
- Шестнадесети артилерийски полк (11 септември 1915 – 22 юли 1919)
- Шестнадесети дивизионен артилерийски полк (20 март 1943 – 31 юли 1945)

## Командири
Званията са към датата на заемане на длъжността.
| №  | Звание       | Име                   | Дати                             |
| -- | ------------ | --------------------- | -------------------------------- |
| 1. | Подполковник | Васил Бараков         | Първа световна война             |
| 2. | Подполковник | Атанас Сарайдаров     | Първа световна война             |
|    | Подполковник | Георги Попов          | Първа световна война             |
|    | Подполковник | Димитър Хаджистефанов | 31 март 1943 – 13 септември 1944 |
|    | Подполковник | Иван Цонев            | 30 декември 1944 – 1945          |